# Grammy Award para Melhor Álbum de Rap
O Grammy Award para Melhor Álbum de Rap (em inglês: Grammy Award for Best Rap Album) é uma categoria apresentada no  Grammy Awards, que presenteia artistas pela qualidade de álbuns de música pop. As várias categorias são apresentadas anualmente pela National Academy of Recording Arts and Sciences dos Estados Unidos em "honra da realização artística, proficiência técnica e excelência global na indústria da gravação, sem levar em conta as vendas de álbuns ou posições nas paradas musicais."
Em 1995, a Academia anunciou a criação de uma nova categoria para os álbuns de rap, e no ano seguinte o primeiro prêmio foi entregue à banda Naughty by Nature. Conforme descrito na 53 Grammy Awards, o troféu é concedido "a álbuns contendo pelo menos 51% de faixas inéditas com performances de rap". Além do artista, produtores, engenheiros de masterização e mixers associados ao álbum também podem receber o prêmio.
Eminem é o maior vencedor da categoria, tendo vencido seis vezes. Kanye West recebeu o prêmio quatro vezes e a dupla OutKast venceu três vezes. Jay-Z é o artista com mais indicações, tendo sido indicado nove vezes. O rapper canadense Drake foi o primeiro e único artista não americano a vencer. A banda The Roots recebeu o maior número de indicações sem vencer, com cinco.
Lauryn Hill foi a primeira artista feminina a vencer a categoria, quando venceu em 1997 como membro do Fugees.
Em 2019, Cardi B faz história sendo a primeira artista solo feminina e a segunda mulher preta a receber o prêmio.
Em 2025, Doechii tornou-se a terceira mulher a conseguir o prêmio.

## Vencedores
| Ano  | Artista vencedor | Nacionalidade  | Trabalho                          | Indicados | Ref.   |
| ---- | --- | -------------- | --------------------------------- | --- | ------ |

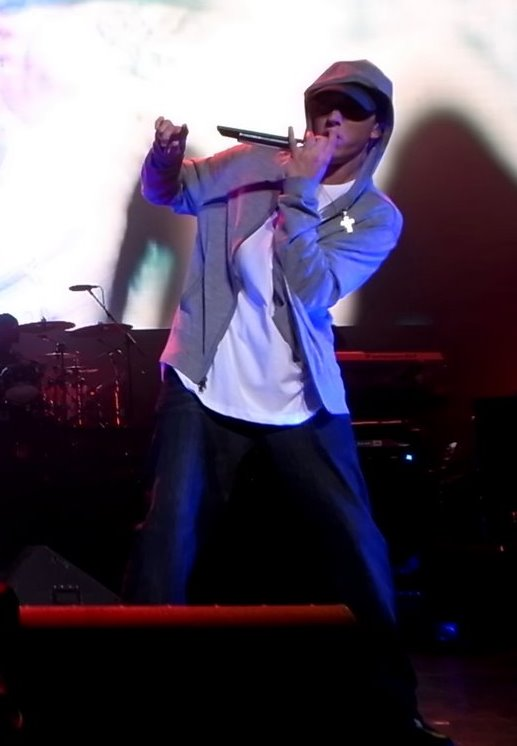
Eminem, seis vezes vencedor do prêmio, se apresentando em 2009

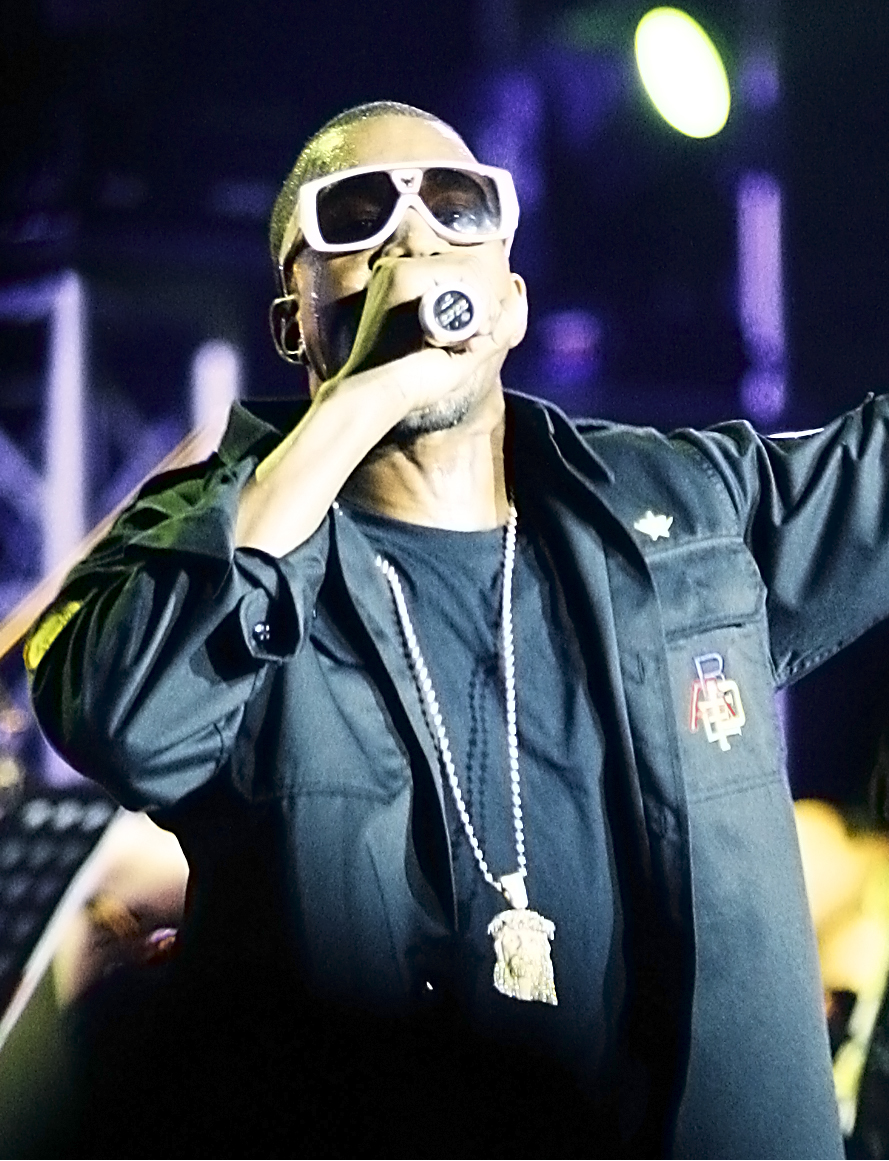
Kanye West, quatro vezes vencedor do prêmio

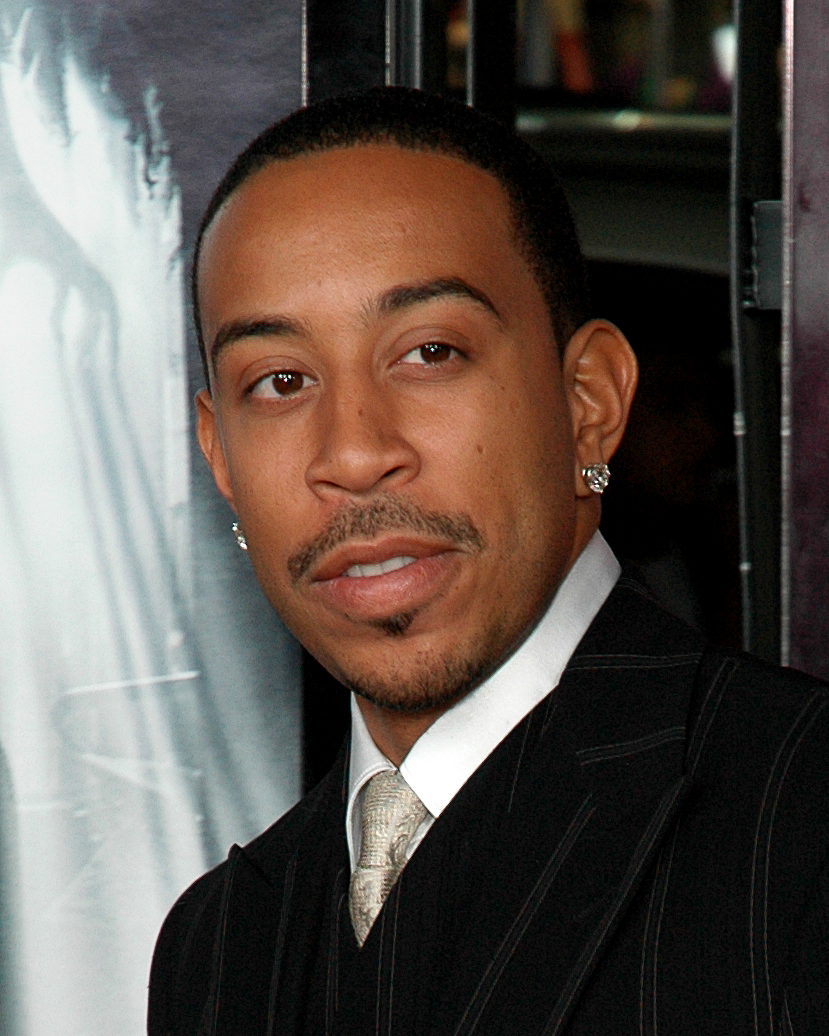
Vencedor do prêmio de 2007, Ludacris

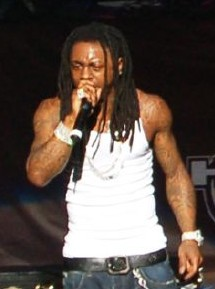
Vencedor do prêmio de 2009, Lil Wayne

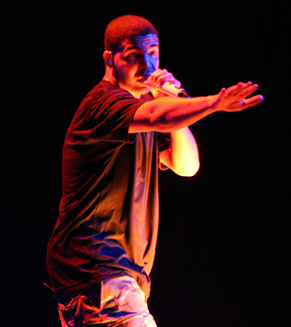
Vencedor do prêmio de 2013, Drake

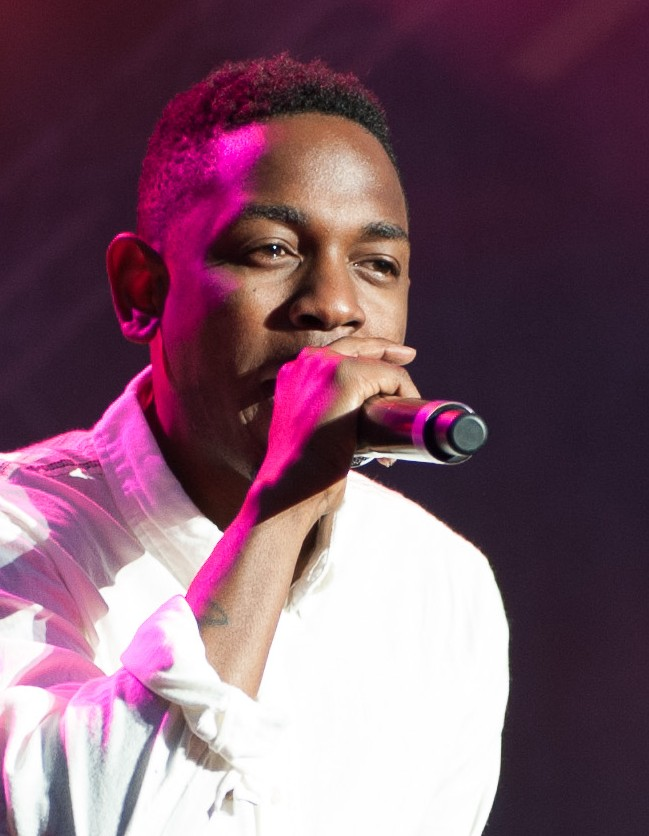
Três vezes vencedor do prêmio, Kendrick Lamar

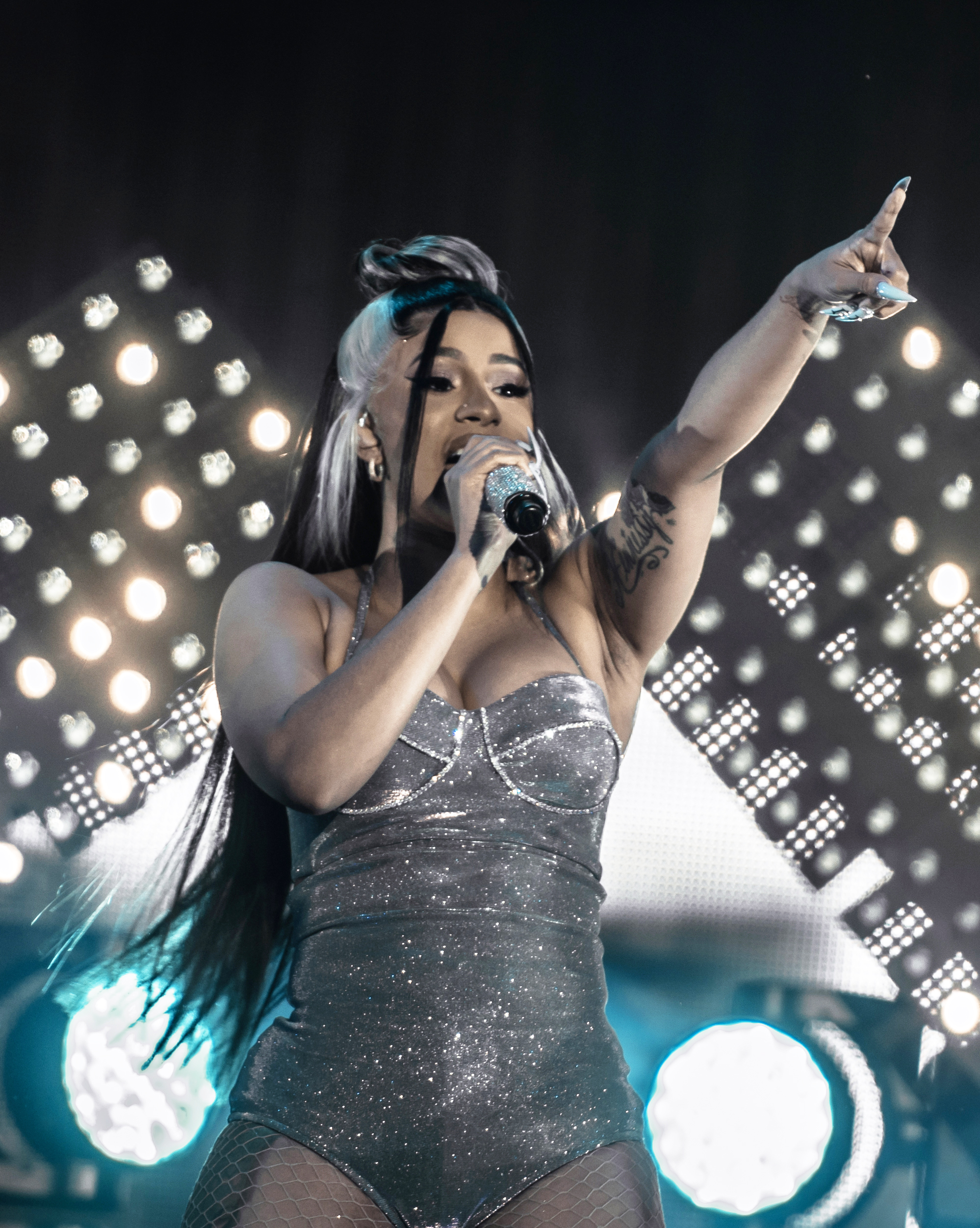
Vencedora do prêmio de 2019, Cardi B. Cardi B se tornou a primeira rapper solo a ganhar o prêmio

| 1996 | Naughty by Nature | Estados Unidos | Poverty's Paradise                | - 2Pac – Me Against the World - Bone Thugs-n-Harmony – E. 1999 Eternal - Ol' Dirty Bastard – Return to the 36 Chambers: The Dirty Version - Skee-Lo – I Wish                           | [ 6 ]  |
| 1997 | Fugees · Fugees, produtores | Estados Unidos | The Score                         | - 2Pac – All Eyez On Me - A Tribe Called Quest – Beats, Rhymes and Life - Coolio – Gangsta's Paradise - LL Cool J – Mr. Smith                                                          | [ 7 ]  |
| 1998 | Puff Daddy & the Family · Puff Daddy & The Family e Stevie J. producers                                                                                           | Estados Unidos | No Way Out                        | - Missy Elliott – Supa Dupa Fly - Wyclef Jean – Wyclef Jean Presents The Carnival - The Notorious B.I.G. – Life After Death - Wu-Tang Clan – Wu-Tang Forever                           | [ 8 ]  |
| 1999 | Jay-Z · Joe Quinde, engenheiro/mixer | Estados Unidos | Vol. 2... Hard Knock Life         | - A Tribe Called Quest – The Love Movement - Big Punisher – Capital Punishment - Jermaine Dupri – Life in 1472 - Mase – Harlem World                                                   | [ 9 ]  |
| 2000 | Eminem · Eminem, Jeff Bass e Marky Bass, produtores · Mr. B, engenheiro/mixer                                                                                     | Estados Unidos | The Slim Shady LP                 | - Busta Rhymes – E.L.E. (Extinction Level Event): The Final World Front - Missy Elliott – Da Real World - Nas – I Am... - The Roots – Things Fall Apart                                | [ 10 ] |
| 2001 | Eminem · Dr. Dre e Richard Huredia, engenheiros/mixers | Estados Unidos | The Marshall Mathers LP           | - DMX – ...And Then There Was X - Dr. Dre – 2001 - Jay-Z – Vol. 3... Life and Times of S. Carter - Nelly – Country Grammar                                                             | [ 11 ] |
| 2002 | Outkast · David Sheats, produtor · John Frye, engenheiro | Estados Unidos | Stankonia                         | - Eve – Scorpion - Ja Rule – Pain Is Love - Jay-Z – The Blueprint - Ludacris – Back for the First Time                                                                                 | [ 12 ] |
| 2003 | Eminem · Steve King, engenheiro/mixer | Estados Unidos | The Eminem Show                   | - Ludacris – Word of Mouf - Mystikal – Tarantula - Nelly – Nellyville - Petey Pablo – Diary of a Sinner: 1st Entry                                                                     | [ 13 ] |
| 2004 | Outkast · John Frye, engenheiro/mixer | Estados Unidos | Speakerboxxx/The Love Below       | - 50 Cent – Get Rich or Die Tryin' - Missy Elliott – Under Construction - Jay-Z – The Blueprint²: The Gift & the Curse - The Roots – Phrenology                                        | [ 14 ] |
| 2005 | Kanye West · Manny Marroquin, engenheiro/mixer | Estados Unidos | The College Dropout               | - Beastie Boys – To the 5 Boroughs - Jay-Z – The Black Album - LL Cool J – The DEFinition - Nelly – Suit                                                                               | [ 15 ] |
| 2006 | Kanye West · Jon Brion, produtor · Andrew Dawson, Anthony Kilhoffer e Tom Biller, engenheiros · Mike Dean, engenheiro/mixer                                       | Estados Unidos | Late Registration                 | - 50 Cent – The Massacre - Common – Be - Missy Elliott – The Cookbook - Eminem – Encore                                                                                                | [ 16 ] |
| 2007 | Ludacris · Joshua Monroy e Phil Tan, engenheiros/mixers | Estados Unidos | Release Therapy                   | - Lupe Fiasco – Lupe Fiasco's Food & Liquor - Pharrell – In My Mind - The Roots – Game Theory - T.I. – King                                                                            | [ 17 ] |
| 2008 | Kanye West · Kanye West, produtor · Andrew Dawson, Anthony Kilhoffer e Mike Dean, engenheiros                                                                     | Estados Unidos | Graduation                        | - Common – Finding Forever - Jay-Z – Kingdom Come - Nas – Hip Hop Is Dead - T.I. – T.I. vs. T.I.P.                                                                                     | [ 18 ] |
| 2009 | Lil Wayne · Darius "Deezle" Harrison e Fabian Marasciullo, engenheiros                                                                                            | Estados Unidos | Tha Carter III                    | - Jay-Z – American Gangster - Lupe Fiasco – Lupe Fiasco's The Cool - Nas – Untitled - T.I. – Paper Trail                                                                               | [ 19 ] |
| 2010 | Eminem · Andre Young, produtor · Andre Young, Mauricio "Veto" Iragorri e Michael Strange, engenheiro/mixer                                                        | Estados Unidos | Relapse                           | - Common – Universal Mind Control - Flo Rida – R.O.O.T.S. - Mos Def – The Ecstatic - Q-Tip – The Renaissance                                                                           | [ 20 ] |
| 2011 | Eminem · Eminem e Mike Strange, engenheiros/mixers | Estados Unidos | Recovery                          | - B.o.B – B.o.B Presents: The Adventures of Bobby Ray - Drake – Thank Me Later - Jay-Z – The Blueprint 3 - The Roots – How I Got Over                                                  | [ 21 ] |
| 2012 | Kanye West · Kanye West, produtor · Andrew Dawson, Anthony Kilhoffer, Mike Dean e Noah Goldstein, engenheiros/mixers                                              | Estados Unidos | My Beautiful Dark Twisted Fantasy | - Lupe Fiasco – Lasers - Jay-Z e Kanye West – Watch the Throne - Nicki Minaj – Pink Friday - Lil Wayne – Tha Carter IV                                                                 | [ 22 ] |
| 2013 | Drake · Noah "40" Shebib, produtor · Noel "Gadget" Campbell e Noah "40" Shebib, engenheiros/mixers                                                                | Canadá         | Take Care                         | - 2 Chainz – Based on a T.R.U. Story - Lupe Fiasco – Food & Liquor II: The Great American Rap Album Pt. 1 - Nas – Life Is Good - Rick Ross – God Forgives, I Don't - The Roots – Undun | [ 23 ] |
| 2014 | Macklemore & Ryan Lewis · Ben Haggerty e Ryan Lewis, engenheiros/mixers                                                                                           | Estados Unidos | The Heist                         | - Drake – Nothing Was the Same - Jay-Z – Magna Carta Holy Grail - Kendrick Lamar – Good Kid, M.A.A.D City - Kanye West – Yeezus                                                        | [ 24 ] |
| 2015 | Eminem · Tony Campana, Joe Strange e Mike Strange, engenheiros/mixers                                                                                             | Estados Unidos | The Marshall Mathers LP 2         | - Iggy Azalea – The New Classic - Common – Nobody's Smiling - Childish Gambino – Because the Internet - Wiz Khalifa – Blacc Hollywood - ScHoolboy Q – Oxymoron                         | [ 25 ] |
| 2016 | Kendrick Lamar · Derek "MixedByAli" Ali e James "The White Black Man" Hunt, engenheiros/mixers                                                                    | Estados Unidos | To Pimp a Butterfly               | - J. Cole – 2014 Forest Hills Drive - Dr. Dre – Compton - Drake – If You're Reading This It's Too Late - Nicki Minaj – The Pinkprint                                                   | [ 26 ] |
| 2017 | Chance the Rapper | Estados Unidos | Coloring Book                     | - De La Soul – And the Anonymous Nobody... - DJ Khaled – Major Key - Drake – Views - ScHoolboy Q – Blank Face LP - Kanye West – The Life of Pablo                                      | [ 27 ] |
| 2018 | Kendrick Lamar · Sounwave e Anthony "Topdawg" Tiffith, produtores · Derek "MixedByAli" Ali, James "The White Black Man" Hunt e Matt Schaeffer, engenheiros/mixers | Estados Unidos | Damn.                             | - Jay-Z – 4:44 - Migos – Culture - Rapsody – Laila's Wisdom - Tyler, the Creator – Flower Boy                                                                                          | [ 28 ] |
| 2019 | Cardi B · Leslie Brathwaite e Evan LaRay, engenheiros/mixers | Estados Unidos | Invasion of Privacy               | - Mac Miller – Swimming - Nipsey Hussle – Victory Lap - Pusha T – Daytona - Travis Scott – Astroworld                                                                                  | [ 29 ] |
| 2020 | Tyler, The Creator | Estados Unidos | Igor                              | - Dreamville – Revenge of the Dreamers III - Meek Mill – Championships - 21 Savage – I Am > I Was - YBN Cordae – The Lost Boy                                                          | [ 30 ] |
| 2021 | Nas · Hit-Boy, producer; Mark "Exit" Goodchild, Hit-Boy, David Kim & Gabriel Zardes, engineers/mixers                                                             | Estados Unidos | King's Disease                    | - Freddie Gibbs & The Alchemist – Alfredo - Royce Da 5'9" – The Allegory - Jay Electronica – A Written Testimony - D Smoke – Black Habits                                              | [ 31 ] |
| 2022 | Tyler, the Creator | Estados Unidos | Call Me If You Get Lost           | - J. Cole – The Off-Season - Drake – Certified Lover Boy (withdrawn) - Nas – King's Disease II - Kanye West – Donda                                                                    | [ 33 ] |
| 2023 | Kendrick Lamar | Estados Unidos | Mr. Morale & the Big Steppers     | - DJ Khaled – God Did - Future – I Never Liked You - Jack Harlow – Come Home The Kids Miss You - Pusha T – It's Almost Dry                                                             | [ 34 ] |
| 2024 | Killer Mike | Estados Unidos | Michael                           | * Drake and 21 Savage – Her Loss - Metro Boomin – Heroes & Villains - Nas – King's Disease III - Travis Scott – Utopia                                                                 | [ 35 ] |
| 2025 | Doechii | Estados Unidos | Alligator Bites Never Heal        | J. Cole - Might Delete Later - Eminem- The Death of Slim Shady (Coup De Grâce) - Commom e Pete Rock -The Auditorium, Vol. 1 - Future e Metro Boomin We Don’t Trust You                 | [ 36 ] |

## Artistas com múltiplas vitórias
| 6 vitórias - Eminem | 4 vitórias - Kanye West 3 vitórias - Kendrick Lamar | 2 vitórias - Outkast - Tyler, The Creator |

## Artistas com múltiplas indicações
| 11 indicações - Jay-Z 7 indicações - Eminem - Kanye West 5 indicações - Drake - The Roots | 4 indicações - Common - Kendrick Lamar - Lupe Fiasco - Missy Elliott - Nas 3 indicações - Ludacris - Nelly - T.I. - Tyler, The Creator | 2 indicações - Dr. Dre - Lil Wayne - LL Cool J - 50 Cent - Nicki Minaj - Outkast - ScHoolboy Q - A Tribe Called Quest - 2Pac |